# Ataque aéreo na sede do Hezbollah em 2024
Em 27 de setembro de 2024, Hassan Nasrallah, o Secretário-Geral do Hezbollah, foi morto em um ataque aéreo israelense em Beirute. A greve ocorreu enquanto os líderes do Hezbollah se reuniam numa sede localizada no subsolo de edifícios residenciais em Haret Hreik, no subúrbio de Dahieh, ao sul de Beirute. Conduzida pelo 119.º Esquadrão da Força Aérea Israelense, utilizando caças F-16I, a operação envolveu o lançamento de mais de 80 bombas, incluindo bombas destruidoras de bunkers de fabricação norte-americana de 2,3 mil quilos que destruíram a sede subterrânea e também os edifícios próximos. As Forças de Defesa de Israel (IDF) deram à operação o nome de código "Nova Ordem" (em hebraico:  סדר חדש).
Inicialmente, a condição de Nasrallah era incerta, mas em 28 de setembro de 2024, as IDF anunciaram sua morte, uma afirmação posteriormente confirmada pelo Hezbollah. Seu corpo foi recuperado dos escombros dois dias após o ataque. O ataque resultou em pelo menos 33 mortos e mais de 195 feridos, incluindo civis. Ali Karaki, o comandante da Frente Sul do Hezbollah, também foi morto no ataque, juntamente com outros comandantes seniores. Relatórios iranianos indicam que Abbas Nilforoushan, vice-comandante do Corpo da Guarda Revolucionária Islâmica (IRGC) e comandante da Força Quds no Líbano, também foi morto.
Antes do ataque, o primeiro-ministro israelense Benjamin Netanyahu dirigiu-se às Nações Unidas (ONU), reafirmando a dedicação de Israel à paz e a sua campanha em curso contra o Hezbollah. O primeiro-ministro libanês Najib Mikati condenou este e ataques israelenses anteriores ao Líbano e os denunciou como "uma guerra de extermínio". No início de setembro, ocorreram alguns dos reveses mais graves do Hezbollah, incluindo as explosões de 17 e 18 de setembro dos seus dispositivos de comunicação portáteis e o assassinato de Ibrahim Aqil, comandante da Força Redwan, em 20 de setembro. Em julho, outro alto líder militar do Hezbollah, Fuad Shukr, também foi assassinado em Beirute. Desde 23 de setembro de 2024, quando Israel iniciou os seus ataques aéreos no Líbano, mais de 700 pessoas morreram, 5 mil ficaram feridas e milhares de civis libaneses foram deslocados de suas casas.

## Contexto
No dia seguinte aos ataques do Hamas a Israel em 7 de outubro de 2023, o Hezbollah juntou-se ao conflito com Israel, reivindicando solidariedade com a "resistência palestina". Nasrallah disse que o Hezbollah pretendia “sobrecarregar os recursos de Israel”, forçando-o a lutar em duas frentes. Desde então, o Hezbollah e Israel estão envolvidos em um conflito militar transfronteiriço que deslocou comunidades inteiras em Israel e no Líbano, com danos significativos a edifícios e terras ao longo da fronteira. Entre 7 de outubro de 2023 e 20 de setembro de 2024, ocorreram 10,2 mil ataques transfronteiriços, dos quais Israel lançou 8,3 mil.
Mais de 96 mil pessoas em Israel e aproximadamente 500 mil no Líbano foram deslocadas de suas casas. Em 24 de agosto de 2024, houve 564 mortes confirmadas no Líbano, incluindo 133 civis. Israel e o Hezbollah mantiveram os seus ataques a um nível que causa danos sem se transformarem numa guerra em grande escala.
O Hezbollah declarou que continuará a atacar Israel até que Israel interrompa as suas operações em Gaza. Israel exigiu que o Hezbollah implementasse a Resolução 1701 do Conselho de Segurança das Nações Unidas (RCSNU 1701) e recuasse as suas forças para o norte do rio Litani. Tanto Israel como o Hezbollah têm obrigações pendentes ao abrigo da Resolução 1701 do CSNU. Os esforços diplomáticos, liderados pelo enviado dos Estados Unidos, Amos Hochstein, e pela França, não tiveram sucesso na resolução do conflito. No final de 16 de setembro de 2024, o Gabinete de Segurança de Israel estabeleceu um novo objetivo de guerra entre Israel e o Hamas: o retorno seguro ao norte dos moradores deslocados pelo conflito transfronteiriço com o Líbano. Este objectivo foi acrescentado aos dois objectivos existentes: desmantelar o Hamas e garantir a libertação dos reféns feitos durante os ataques de 7 de outubro.
Nos dias 17 e 18 de setembro de 2024, milhares de pagers portáteis e walkie-talkies explodiram numa série coordenada de ataques. As explosões causaram 42 mortes e feriram pelo menos 3,5 mil pessoas, incluindo muitos civis. Um responsável não identificado do Hezbollah disse à Reuters que 1,5 mil combatentes do Hezbollah foram retirados de combate devido aos ferimentos. Apesar de Israel negar envolvimento no ataque, fontes israelenses não identificadas disseram à Reuters e a outros meios de comunicação que o ataque foi orquestrado pelo serviço de inteligência israelense (Mossad) e pelos militares.
Em resposta, o Hezbollah, que descreveu o ataque como uma possível declaração de guerra por parte de Israel, lançou foguetes contra o norte de Israel alguns dias depois. Em 20 de setembro de 2024, as tensões aumentaram ainda mais depois que Ibrahim Aqil foi morto em um ataque israelense em Beirute, junto com outros comandantes seniores da unidade. Depois de aconselhar os cidadãos libaneses a evacuarem de suas casas, Israel iniciou ataques aéreos em 23 de setembro.
Em 25 de setembro, os Estados Unidos e a União Europeia divulgaram uma declaração apelando a um cessar-fogo de 21 dias. A declaração também foi assinada pela Austrália, Canadá, França, Alemanha, Itália, Japão, Arábia Saudita, Emirados Árabes Unidos, Reino Unido e Catar. As autoridades norte-americanas disseram que Netanyahu tinha concordado com isso, mas no dia seguinte ele negou qualquer envolvimento neste plano, deixando as autoridades norte-americanas supostamente "furiosas". Netanyahu voltou atrás mais tarde, afirmando que partilhava os objetivos da proposta americana.

### Hassan Nasrallah

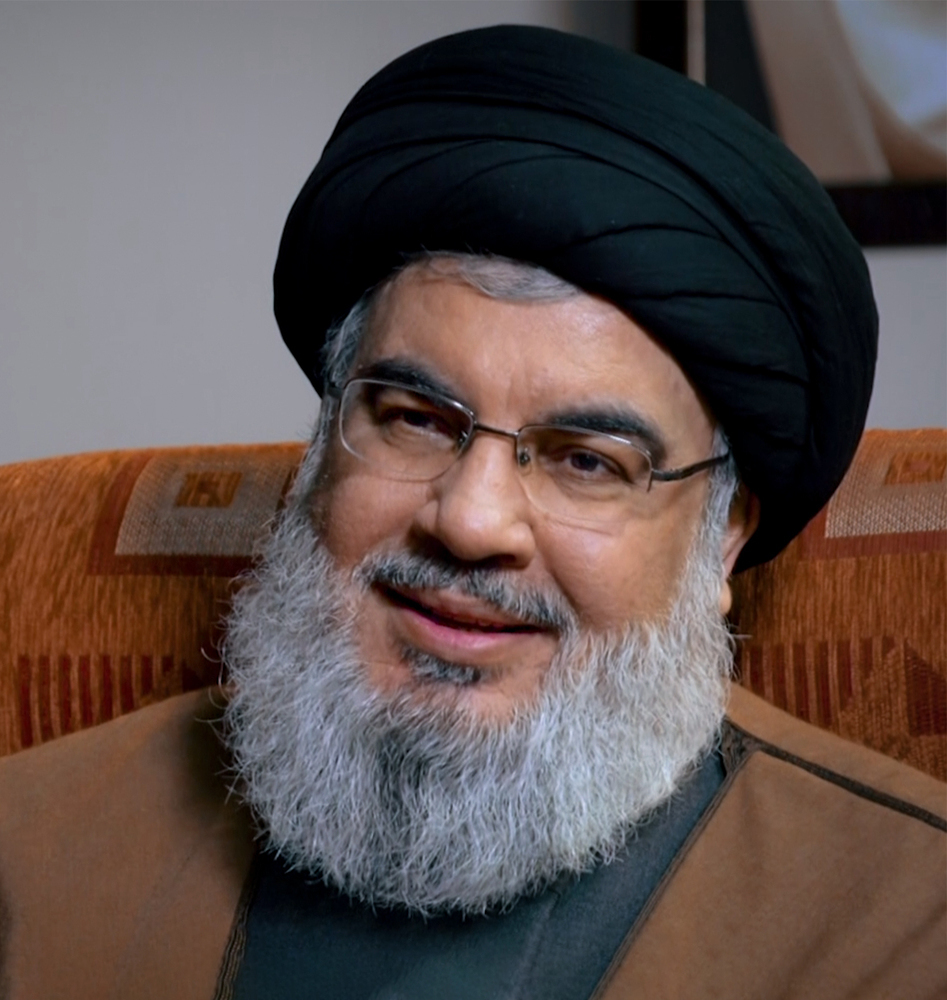
Hassan Nasrallah, retratado em 2019

Hassan Nasrallah foi um líder político do Movimento Amal, mas saiu depois da invasão israelense do Líbano começou em 1982. Ele juntou-se ao Hezbollah pouco depois da sua formação e foi eleito secretário-geral do Hezbollah em 1992. Ele imediatamente decidiu concentrar o Hezbollah no combate à ocupação israelense do sul do Líbano. Ele liderou o Hezbollah na luta contra as operações militares israelitas de 1993 e 1996 e, após o massacre de Qana, a sua popularidade disparou no Líbano. O seu tempo no comando transformou o Hezbollah no ator não estatal mais fortemente armado do mundo, com a sua ala paramilitar a ultrapassar o Exército Libanês em força. Os seus discursos incluíam frequentemente sentimentos anti-israelitas e antiocidentais. Nasrallah também se alinhou estreitamente com o Irã e influenciou o Hezbollah de outras formas significativas ao longo do seu mandato.
Embora na década de 1990, Nasrallah fosse popular entre os xiitas libaneses — e até certo ponto nos mundos árabe e muçulmano — era muito detestado pelos governos israelense e americano. No entanto, o papel do Hezbollah na emboscada a uma unidade de patrulha fronteiriça israelense que levou à Guerra do Líbano de 2006 foi alvo de críticas locais e regionais. Durante a guerra civil síria, o Hezbollah lutou ao lado de Bashar al-Assad. Embora o Hezbollah tenha ajudado Assad a permanecer no poder, a popularidade do Hezbollah diminuiu drasticamente, uma vez que Assad se tornou um pária no mundo árabe.
A popularidade do Hezbollah aumentou novamente após o início das hostilidades com Israel em outubro de 2023. Sob a sua liderança, o Hezbollah enfrentou críticas pelo seu alegado envolvimento no assassinato do primeiro-ministro libanês Rafic Hariri em 2005 e na explosão do porto de Beirute em 2020. Ele também promoveu consistentemente o “Eixo da Resistência”, uma rede de milícias apoiadas pelo Irã, focadas na oposição a Israel e aos Estados Unidos.
Em outubro de 1992, Israel tentou assassinar Nasrallah. Em maio de 2004, as autoridades libanesas disseram que frustraram uma conspiração israelense para matar Nasrallah. Na guerra de 2006, Israel lançou muitas bombas sobre edifícios que podem ter albergado Nasrallah.
Um funcionário dos EUA disse à ABC News que Nasrallah e vários associados estavam em Beirute para uma breve visita durante o ataque. De acordo com o The New York Times, os líderes israelenses tinham rastreado a localização de Nasrallah durante meses e optaram por atacá-lo uma semana antes do assassinato, acreditando que tinham um prazo limitado antes que ele se mudasse para outro lugar.

## Ataque
Em 27 de setembro de 2024, a Força Aérea Israelense (IAF) realizou um ataque aéreo à sede central do Hezbollah, localizada no bairro de Haret Hreik, no subúrbio de Dahieh, em Beirute. Relatos da mídia confirmaram que o líder do Hezbollah, Hassan Nasrallah, era o alvo pretendido do ataque aéreo. O ataque foi conduzido pelo 119.º Esquadrão "Bat", utilizando caças a jato F-16I Sufa Sufa ou pelo 69.º Esquadrão utilizando F-15I Ra'ams. As IDF empregaram várias toneladas de munições, incluindo bombas destruidoras de bunkers de fabricação norte-americana. de 2,3 mil quilos que foram criadas em 2021. Dois funcionários disseram que mais de 80 bombas foram lançadas em poucos minutos durante a operação, embora não tenham especificado o peso ou o tipo das bombas. De acordo com o The New York Times, as IDF usaram oito aviões equipados com mais de 15 bombas de 2.000 libras, incluindo a BLU-109 de fabricação americana com um kit JDAM, para matar Nasrallah.
Na altura do ataque, Nasrallah e outros líderes seniores do Hezbollah estavam reunidos num bunker a mais de 18 metros no subterrâneo.
O ataque ocorreu pouco depois do primeiro-ministro israelita Benjamin Netanyahu se dirigir à Assembleia Geral das Nações Unidas e prometer que a campanha de Israel contra o Hezbollah continuaria. O Gabinete do Primeiro-Ministro compartilhou uma foto que diz mostrar Netanyahu aprovando o ataque aéreo, aparentemente tirada antes de ele sair para falar na Assembleia Geral da ONU. A imagem supostamente mostra Netanyahu em seu hotel em Nova York com seu secretário militar e chefe de gabinete.
Não houve informações imediatas sobre vítimas no ataque. O porta-voz das IDF, contra-almirante Daniel Hagari, afirmou que o alvo era a sede principal do Hezbollah, localizada abaixo de prédios residenciais. A TV Al-Manar do Hezbollah informou que quatro edifícios foram reduzidos a escombros como resultado da explosão, que foi tão forte que tremores foram sentidos até 30 quilômetros ao norte de Beirute. Ambulâncias foram vistas indo para o local, acompanhadas por sirenes estridentes. De acordo com a Agência Nacional de Notícias estatal do Líbano, os ataques foram um cinturão de fogo que se estendeu desde os arredores de Bourj el-Barajneh, chegando a Haret Hreik. Imagens tiradas logo após a explosão revelaram uma grande cratera.